# Neckera leichhardtii
Neckera leichhardtii là một loài rêu trong họ Neckeraceae. Loài này được Hampe & Müll. Hal. mô tả khoa học đầu tiên năm 1870.